# Jan Chloupek
Jan Chloupek (25. července 1928 Brno – 7. října 2003 tamtéž) byl český bohemista.

## Život a dílo
Vystudoval češtinu a angličtinu na FF MU. Zabýval se zejména nářečím (práce pro Český jazykový atlas), později sociolingvistikou a stylistikou, věnoval se též popularizaci vědy. Jeho úplná bibliografie obsahuje bezmála 250 položek. Habilitoval se v oboru dialektologie obhájením práce Otázky nářeční syntaxe (1962), roku 1988 získal titul doktor věd. V letech 1981–90 byl děkanem FF MU. V práci Dichotomie spisovnosti a nespisovnosti předkládá krátký slovníček středomoravského interdialektu mluveného v Brně.
V roce 1984, v té době jako předseda pravopisné komise ČSAV a děkan filozofické fakulty brněnské uňiverzity, v brněnském Večerníku (v lednu 1984) a v časopise Věda a život (č. 5, článek Jazyková kultura a dnešek) ohlašoval nadcházející pravopisnou reformu (k té nakonec došlo až roku 1993) a propagoval její nutnost. Redakce časopisu Naše řeč i Ústav pro jazyk český se od takových plánů nejprve distancovaly, poté Ústav pro jazyk český uvedl, že „iniciativa vzešla ze školství“, kde se „někteří pracovníci domnívají, že zjednodušení pravopisu by usnadnilo výuku v předmětu český jazyk“, avšak že „v Ústavu pro jazyk český ČSAV se žádné změny pravopisu nepřipravují“. Ludvík Vaculík tyto přípravy, o kterých se mu nepodařilo dopátrat, kde probíhají, komentoval slovy: „Nejradikálnější návrh pravopisné reformy přichází v době, kdy se i do institucí dřív svéprávných a kulturních rozlezly z hospodářského i politického okolí upadlé pracovní způsoby, jež nepocházejí z evropské akademické půdy ani z dobré české školy.“

## Dílo
- Aspekty dialektu
- Dichotomie spisovnosti a nespisovnosti
- Knížka o češtině
- Pověry o češtině
- Reader in Czech sociolinguistics (koeditor)
- Stylistika češtiny